# По долгу службы (телесериал)
«По долгу службы» (англ. Line of Duty) — британский полицейский телесериал, созданный Джедом Меркурио и продюсерской компанией World Productions. 26 июня 2012 года на канале BBC Two началась трансляция первого сезона; он стал самым успешным драматическим сериалом на канале за последние десять лет, собравшим у экранов 4,1 млн зрителей. Показ второго сезона начался 12 февраля 2014 года; широкое признание у публики и критиков привело к тому, что BBC заказал ещё два сезона. Показ третьего сезона начался 24 марта 2016 года на BBC Two; следующие три сезона транслировались на BBC One.
В мае 2017 года BBC заказал шестой сезон. Съёмки начались в феврале 2020 года, но прекратились в марте из-за пандемии COVID-19; они возобновились в сентябре и продолжались до ноября 2020 года. Трансляция шестого сезона сериала началась на BBC One 21 марта 2021 года.
В 2016 году перед переходом на другой канал «По долгу службы» стал самым популярным драматическим сериалом, когда-либо транслировавшимся на BBC Two. Сериал получил премию Королевского телевизионного общества и премию гильдии Телерадиовещательной прессы как лучший драматический сериал. Он был включён в список 50 лучших сериалов BBC Two всех времен и в список 100 лучших британских сериалов всех времен. В 2016 году сериал занял восьмое место в списке двадцати лучших полицейских сериалов всех времен по версии The Independent и третье место в опросе Radio Times 2018 года о лучших британских криминальных драмах всех времен.

## Сюжет
Сериал «По долгу службы» рассказывает о детективе-сержанте Стиве Арнотте (Мартин Компстон), который переводится в 12-й отдел по борьбе с коррупцией (AC-12) из-за отказа вступить в сговор со своими коллегами после убийства во время рейда невиновного человека. В AC-12 Арнотт работает в паре с детективом-констеблем Кейт Флеминг (Вики Макклюр), специализирующейся на работе под прикрытием и обладающей острым следственным чутьем. Они работают под руководством суперинтенданта Теда Гастингса (Эдриан Данбар), раскрывая коррупцию в Центральном полицейском управлении. На протяжении всего сериала AC-12 расследует, казалось бы, не связанные друг с другом дела, в которых фигурируют коррумпированные полицейские, такие как старший детектив-инспектор Тони Гейтс (Ленни Джеймс), детектив-инспектор Линдси Дентон (Кили Хоус), сержант Дэнни Уолдрон (Дэниэл Мейс), старший детектив-инспектор Розанна Хантли (Тэнди Ньютон), офицер под прикрытием, детектив-сержант Джон Корбетт (Стивен Грэм) и старший детектив-инспектор Джоанн Дэвидсон (Келли Макдональд).
AC-12 изучает всепроникающую природу коррупции и глубоко укоренившиеся связи полиции с организованными преступным группировками. Продолжительная сюжетная арка связана с раскрытия личности «Н», коррумпированного человека или людей высокого ранга в полиции, которые играют важную роль в управлении организованной преступностью.

## В главных ролях
| Персонаж | Актёр               | Сезоны                    | Звание                            | Отдел |
| --- | ------------------- | ------------------------- | --------------------------------- | --- |
| Стив Арнотт | Мартин Компстон     | Сезоны 1—5                | детектив-сержант                  | отдел по борьбе с терроризмом (сезон 1, серия 1) AC-12 — 12-й отдел по борьбе с коррупцией (сезон 1, серия 1 и далее) |
| Стив Арнотт | Мартин Компстон     | Сезон 6                   | детектив-инспектор                | AC-12 |
| Сотрудник AC-12, отдела по борьбе с коррупцией Центрального полицейского управления. Ранее работал в отделе по борьбе с терроризмом. Перевелся после того, как отказался вступить в сговор со своими коллегами после убийства во время рейда невиновного человека. В шестой сезоне получает повышение с должности детектива-сержанта до детектива-инспектора. |                     |                           |                                   | |
| Кейт Флеминг | Вики Макклюр        | Сезон 1                   | детектив-констебль                | AC-12 (под прикрытием — в TO-20)                                                                                      |
| Кейт Флеминг | Вики Макклюр        | Сезон 2                   | детектив-констебль                | AC-12 (под прикрытием — в отделе пропавших людей)                                                                     |
| Кейт Флеминг | Вики Макклюр        | Сезон 3                   | детектив-констебль                | AC-12 (под прикрытием — в отряде вооруженных полицейских)                                                             |
| Кейт Флеминг | Вики Макклюр        | Сезон 4                   | детектив-сержант                  | AC-12 (под прикрытием — в полиции Восточного Мидленда)                                                                |
| Кейт Флеминг | Вики Макклюр        | Сезон 5                   | детектив-инспектор                | AC-12 |
| Кейт Флеминг | Вики Макклюр        | Сезон 6                   | детектив-инспектор                | Операция Lighthouse, отдел по расследованию убийств                                                                   |
| Специалист по работе под прикрытием и непревзойденный профессионал. Флеминг готова расследовать дела сотрудников как внутри, так и за пределами AC-12. Первоначально была детективом-констеблем, но в конце третьего сезона её повысили до детектива-сержанта, а в четвертой — до детектива-инспектора. Она замужем, но муж и сын живут отдельно. |                     |                           |                                   | |
| Тед Гастингс | Эдриан Данбар       | Сезон 1 — настоящее время | суперинтендант                    | AC-12 |
| Старший следователь AC-12. Начальник Арнотта, Флеминг и Коттана. |                     |                           |                                   | |
| Энтони «Тони» Гейтс | Ленни Джеймс        | Сезон 1                   | старший детектив-инспектор        | TO-20 |
| Глава отдела по борьбе с тяжкими преступлениями (TO-20) Гейтс славится тем, что его показатели раскрываемости преступлений самые высокие среди всех подразделений полиции. Однако именно эта репутация заставляет отдел AC-12 обратить внимание на работу его команды. Гейтс, подозреваемый в коррупции, сталкивается со внутренним расследованием, которое ещё больше осложняет его непростую личную жизнь. |                     |                           |                                   | |
| Линдси Дентон | Кили Хоус           | Сезон 2                   | детектив-инспектор                | участок на 4-й улице (сезон 2, серия 1) отдел пропавших людей в участке на 4-й улице (сезон 2, серия 1 и далее)       |
| Линдси Дентон | Кили Хоус           | Сезон 3                   | на условно-досрочном освобождении | нет данных |
| Дентон, работающая в 4-м участке полиции, организует перевозку охраняемого свидетеля, однако конвой попадает в засаду. Свидетель и несколько полицейских погибают, а Дентон обвиняют в заговоре с целью совершения убийства. Она пытается убедить AC-12 в своей невиновности и восстановить репутацию, но в итоге получает пожизненный приговор. В третьем сезоне Дентон подаёт апелляцию и её оправдывают из-за предполагаемой сексуальной связи с Арноттом во время следствия. Она обнаруживает важнейшие улики, относящиеся к расследованию убийства Дэнни Уолдрона и сексуальному насилию над приютскими детьми. Когда Дентон отказывается от взятки Коттана за сокрытие улик, он убивает её. |                     |                           |                                   | |
| Мэттью «Дот» Коттан | Крейг Паркинсон     | Сезон 1                   | детектив-сержант                  | TO-20 |
| Мэттью «Дот» Коттан | Крейг Паркинсон     | Сезоны 2—3                | детектив-инспектор                | AC-9 (сезон 2, серия 1) AC-12 (сезон 2, серия 1 и далее)                                                              |
| Дэнни Уолдрон | Дэниэл Мейс         | Сезон 3                   | сержант                           | оперативное вооруженное подразделение                                                                                 |
| Дэнни Уолдрон — полицейский с правом на применение огнестрельного оружия (AFO). Его группа быстрого реагирования попадает в поле зрения AC-12 после того, как в ходе рейда был застрелен подозреваемый. Тщательное расследование начинается, когда Арнотт и Флеминг обнаруживают, что стрельба могла быть неправомерной. Коллега убивает Уолдрона; его смерть приводит к расследованию дела о сексуальном насилии над воспитанниками детского приюта. |                     |                           |                                   | |
| Розанна «Роз» Хантли | Тэнди Ньютон        | Сезон 4                   | старший детектив-инспектор        | операция Trapdoor (сезон 4, серия 1) отдел тяжких преступлений (сезон 4, серия 2 и далее)                             |
| Джон Корбетт | Стивен Грэм         | Сезон 5                   | детектив-сержант                  | операция Pear Tree |
| Патриция Кармайкл | Анна Максвел Мартин | Сезон 5                   | старший детектив-суперинтендант   | AC-3 полиция Восточного Мидленда                                                                                      |
| Патриция Кармайкл | Анна Максвел Мартин | Сезон 6                   | старший детектив-суперинтендант   | полиция Восточного Мидленда и Центральное полицейское управление                                                      |
| Джоан Дэвидсон | Келли Макдональд    | Сезон 6                   | старший детектив-инспектор        | операция Lighthouse, отдел по расследованию убийств                                                                   |
| Джоан Дэвидсон | Келли Макдональд    | Сезон 6                   | И. о. детектива-суперинтенданта   | операция Lighthouse, отдел по расследованию убийств                                                                   |

## Второстепенный состав
- Брайан Маккарди[англ.] — Томас «Томми» Хантер (сезоны 1—2)
- Нил Моррисси[англ.] — констебль Найджел «Найдж» Мортон (сезоны 1—3)
- Найджел Бойл — детектив-инспектор / старший детектив-инспектор / суперинтендант Иэн Бакеллс (сезоны 1, 4, 6)
- Пол Хиггинс[англ.] — старший суперинтендант / помощник начальника полиции Дерек Хилтон (сезоны 1, 4)
- Эллиот Розен (сезон 1) и Томми Джессоп (сезоны 5—6) — Терри Бойл
- Томи Мэй — Мирослав Минкович (сезоны 1, 5)
- Грегори Пайпер[англ.] — Райан Пилкингтон (сезон 1), констебль Райан Пилкингтон (сезоны 5—6)
- Оуэн Тил — главный инспектор / главный констебль Филипп Осборн (сезоны 1, 6)
- Тони Питтс[англ.] — старший детектив-суперинтендант Лестер Харгривз (сезоны 2, 4, 5)
- Кристина Чонг[англ.] — детектив-сержант / детектив-инспектор Никола Роджерсон (сезоны 2, 3, 6)
- Андреа Ирвин — Ройзин Гастингс (сезоны 2, 5)
- Мария Коннолли — Элисон Мерчант, продажный тюремный офицер (сезоны 2, 5, 6)

### Сезон 1
- Джина Макки — Джеки Лаверти
- Кейт Эшфилд[англ.] — Джулс Гейтс
- Хизер Крэйни[англ.] — старший детектив-инспектор Элис Прайор
- Лорен О’Рурк[англ.] — Кили Пилкингтон
- Мари Кричли — Джейн Харгривз
- Элисон Линтотт — Рита Беннетт
- Клэр Килан[англ.] — детектив-сержант Ли Дженсон
- Фараз Аюб — детектив-констебль Дипак Капур
- Фиона Бойлан — констебль Карен Ларкин
- Нит Мохан[англ.] — констебль Саймон Баннерджи
- Даррен Морфитт — сержант Колин Брэкли
- Шон Мейсон — Ли

### Сезон 2
- Марк Боннар — заместитель начальника полиции Майк Драйден
- Стив Туссэн — старший суперинтендант Маллик
- Саша Дхаван — детектив-сержант Маниш Прасад
- Ричард Хью — Ник Робсон
- Дэвид Мэйбрик — сержант Алекс Уоллис
- Эллисон Маккензи[англ.] — детектив-сержант Джейн Акерс
- Антонио Магро — констебль Винсент Батлер
- Найл Макгрегор — Ричард Акерс
- Майкл Нардон[англ.] — сержант О'Нил
- Четна Пандья[англ.] — Новая Джо
- Генри Петтигрю — детектив-констебль Джереми Коул
- Джессика Рейн[англ.] — детектив-констебль Джорджия Тротман
- Шарлотта Спенсер — Карли Кирк
- Лиз Уайт[англ.] — Джо Дуайер

## Список серий

### Сезон 1
| № общий | № в сезоне | Название                      | Режиссёр        | Автор сценария | Дата премьеры | Зрители в Великобритании (млн) |
| --- | ---------- | ----------------------------- | --------------- | -------------- | ------------- | ------------------------------ |
| 1 | 1          | «Первая серия» «Episode 1»    | Дэвид Кэффри    | Джед Меркурио  | 26 июня 2012  | 3,76                           |
| В ходе рейда контртеррористического отдела полиции убит невиновный человек. Детектив-сержант Арнотт отказывается участвовать в сокрытии преступления и переводится на работу в AC-12, отдел по борьбе с коррупцией, возглавляемый суперинтендантом Гастингсом. Первое расследование Арнотта касается старшего детектива-инспектора Тони Гейтса, офицера 20-го спецотдела (ТО-20) Центрального полицейского управления, который имеет подозрительно высокий процент раскрываемости, что, как считается, связано с «навешиванием» — приписыванием множества различных обвинений одному и тому же подозреваемому, чтобы увеличить количество успешных дел офицера. Сначала Гастингс допрашивает Гейтса по незначительному обвинению — недонесению о бесплатном завтраке, полученном в знак благодарности за задержание грабителя возле кафе. Гейтс успокаивает свою любовницу Джеки Лаверти после того, как она заявляет, что в пьяном виде села за руль и по дороге домой сбила собаку. Лаверти сообщает в полицию, что её машина была угнана, и Гейтс помогает скрыть этот инцидент, инсценируя взлом её дома. Узнав о делах, поступивших за ночь, он выясняет, что Лаверти убила человека, а не собаку, как она утверждала. Сотрудница AC-12 Флеминг, долгие годы работавшая под прикрытием в Управлении уголовного розыска, просит у Гейтса разрешения присоединиться к ТО-20. Гейтс поручает своей команде следить за двумя подозреваемыми наркоторговцами, которые действуют в заброшенном доме, но Коттан и Капур покидают свой пост раньше времени, и на следующий день обоих дилеров находят убитыми и с отрезанными пальцами. Лаверти приходит в полицейский участок, но так и не сообщает о наезде. Когда жертву опознают как Гурджита Пателя, бухгалтера Лаверти в её компании Laverty Holdings, Гейтс получает доступ к полицейским записям и удаляет все приложения к заявлению о пропаже человека, но это заявление успевает заметить Арнотт. |            |                               |                 |                |               |                                |
| 2 | 2          | «Вторая серия» «Episode 2»    | Дэвид Кэффри    | Джед Меркурио  | 3 июля 2012   | 3,84                           |
| Гейтс продолжает расследование двойного убийства наркоторговцев и заставляет не слишком сговорчивого свидетеля дать нужную информацию, в противном случае угрожая выставить его как полицейского стукача. Тем временем констебль Баннерджи и констебль Ларкин реагируют на сигнализацию в многоквартирном доме и ловят на месте преступления грабителя Ли Плейтера. Во время допроса он признаётся в ряде других преступлений, включая проникновение в дом пенсионера, чьи регулярные жалобы рассматривает Флеминг. Арнотт допрашивает Надю, официантку, которая дала Гейтсу бесплатный завтрак, и она сообщает, что вместе с Гейтсом в кафе находилась высокая, стройная и темноволосая женщина. Поиск в полицейской базе данных показывает, что ряд краж, совершенных преступником, которого поймали Баннерджи и Ларкин, были совершены на объектах, принадлежащих компании Laverty Holdings. После посещения парикмахерской — одного из объектов, принадлежащих Лаверти, Арнотт подозревает, что Лаверти занимается отмыванием денег. Следственная группа понимает, что убийцы дилеров не нашли то, что искали, но обнаруживают пустой тайник, где, как они подозревают, могли быть спрятаны наркотики. Гейтс конфликтует с Лаверти по поводу смерти ее бухгалтера, понимая, что она отмывает деньги. Гейтс арестовывает её, но по дороге в полицейский участок Лаверти уговаривает отпустить её. Тем временем обнаружен труп ещё одного наркоторговца, повешенного на фонарном столбе и также с отрезанными пальцами. Флеминг понимает, что Гейтс исчез, и сообщает об этом Арнотту. Пока Гейтс и Лаверти находятся вместе в её доме, туда врываются злоумышленники в масках. Они оглушают Гейтса, убивают Лаверти, а на орудии убийства оставляют отпечатки пальцев Гейтса. |            |                               |                 |                |               |                                |
| 3 | 3          | «Третья серия» «Episode 3»    | Дэвид Кэффри    | Джед Меркурио  | 10 июля 2012  | 3,80                           |
| Арнотт прибывает в дом Лаверти по наводке Флеминг и застаёт там Гейтса, который обыскивает дом, утверждая, что пришёл арестовать Лаверти. Гейтс фальсифицирует улики, пряча свой стакан с виски и стирает свои отпечатки с бутылки как раз в тот момент, когда прибывает его команда. Арнотт требует, чтобы криминалисты собрали отпечатки в надежде доказать, что Гейтс был в доме до исчезновения Лаверти. Гастингс и Арнотт вызывают Гейтса на допрос. Гейтс подтверждает, что Лаверти была его давней пассией, но отрицает осведомленность о её аферах с отмыванием денег. Его замешательство вызывает у них подозрения. После того как Гастингс отстраняет Гейтса от дела Лаверти, за это дело берётся детектив-инспектор Иэн Бакеллс. Флеминг просматривает записи камер видеонаблюдения, сделанные в ночь убийства двух наркодилеров, и находит кадры, свидетельствующие о том, что убийцы кружили по району на машине с клонированными (фальшивыми) номерными знаками, пока Коттан и Капур не уехали. Гейтс пытается избавиться от стакана из-под виски из дома Лаверти. Клонированную машину замечают, и Гейтс с Мортоном пускаются в погоню. Во время погони Гейтса похищают и отвозят на склад, где ему показывают тело Лаверти в морозильной камере и велят молчать, угрожая передать полиции нож с его отпечатками пальцев. Арнотт действует по наводке и сообщает, что стакан с виски спрятан в ливневой канализации, основываясь на ложной информации, которую Гейтс передал трём своим сотрудникам, включая Флеминг, чтобы проверить их лояльность. Капур оказывается замешанным и вынужден покинуть команду Гейтса. Арнотт пишет SMS Гастингсу и Флеминг о том, что он не подходит для этой работы, и Гейтс победил. |            |                               |                 |                |               |                                |
| 4 | 4          | «Четвёртая серия» «Episode 4» | Дуглас Маккинон | Джед Меркурио  | 17 июля 2012  | 3,87                           |
| Флеминг предполагает в разговоре с Арноттом, что связь между аферой Лаверти по отмыванию денег и Гейтсом может заключаться в дорогостоящем школьном обучении его детей. Школа подтверждает, что Лаверти оплатила депозит и первый полный семестр наличными. Поборов муки совести, Арнотт соглашается остаться в AC-12. Гастингс допрашивает остальных членов команды Гейтса по поводу обвинения в «навешивании». Мортон отказывается от комментариев, а Флеминг продолжает выступать в поддержку Гейтса. Во время допроса Гастингсом Коттана о ночной слежке на Грик-лейн, Коттан утверждает, что Гейтс приказал ему и Капуру уйти с дежурства до прибытия следующего патруля, что и позволило убийцам нанести удар. Криминалистические улики на месте преступления и книги на арабском, принадлежавшие жертвам, заставляют Гейтса выдумать легенду о возможном террористическом заговоре. Гейтс находит место, где его держали в заложниках, но тело Лаверти исчезло из морозильника. Ему снова звонит «Томми» и сообщает, что хочет убрать Арнотта с дороги. Мортон застает Флеминг с двумя телефонами; догадавшись, что она — «крот» из AC-12, он нападает на неё и уезжает. Арнотту звонит один из арендаторов Лаверти и утверждает, что у него есть информация, связывающая Гейтса с бандой. Прибыв на встречу, Арнотт понимает, что Гейтс в сговоре с бандой. Арнотта привязывают к стулу, а правую руку зажимают в тиски. Гейтс уезжает. |            |                               |                 |                |               |                                |
| 5 | 5          | «Пятая серия» «Episode 5»     | Дуглас Маккинон | Джед Меркурио  | 24 июля 2012  | 3,72                           |
| Гейтс возвращается, чтобы спасти Арнотта из рук его мучителей. Арнотт, к этому времени убедившийся, что Гейтс не причастен к убийствам, но может вывести его на убийц, притворяется, что Гейтс не принимал никакого участия в его похищении. После своего раскрытия Флеминг вынуждена покинуть ТО-20. Коттану поручают заменить Гейтса в деле о тройном убийстве, а Арнотта привлекают к руководству операцией по задержанию подозреваемых террористов. Флеминг допрашивает Райана Пилкингтона, подростка, работающего курьером в организованной преступной группировки, который отрицает свою осведомленность о «Томми» или убийстве Лаверти, но рассказывает Флеминг, что именно Гейтс спас Арнотта. Флеминг, расстроенная тем, что напарник солгал ей, сообщает об этом Гастингсу. Арнотт через Мортона назначает полуночную встречу с Гейтсом, который пытается убедить Арнотта, что он никогда не «переступал черту», и лишь череда событий вынудила его стать продажным копом. Арнотт уговаривает Гастингса позволить ему использовать Гейтса, чтобы добраться до «Томми». Гастингс соглашается поставить прослушку на телефонные номера, которые использует «Томми», и ждать, пока один из них не будет вновь активирован. Гейтс убеждает жену позволить ему провести последний час с детьми. После активации телефонного номера Гейтс, Арнотт и Флеминг выслеживают «Томми» в гольф-клубе Эдж Парк. Гейтс арестовывает Томми Хантера, который признаётся, что его люди несут ответственность за убийство Лаверти и трех наркоторговцев. Хантер утверждает, что в убийствах участвовал инсайдер, который «всегда выполняет приказы». Гейтс, понимая, что его карьере пришёл конец, просит Арнотта сказать всем, что он погиб при исполнении служебных обязанностей, а затем совершает самоубийство, бросившись под грузовик. После ареста Хантера Коттан просит у него несколько минут для беседы и в частном порядке рассказывает ему, что в деле появился террористический след. В эпилоге сообщается, что улики детектива Гейтса против Томми не использовались в суде. Убийства трёх наркоторговцев, а также Джеки Лаверти, официально не раскрыты. Семья Гейтса получила пособие за смерть при исполнении служебных обязанностей в размере 107 000 фунтов стерлингов плюс пожизненную пенсию. Антикоррупционное дело против Гейтса было закрыто за отсутствием доказательств. Несмотря на показания детектива Арнотта, ни одного полицейского не наказали за действия до, во время или после убийства Карима Али. |            |                               |                 |                |               |                                |

### Сезон 2
| № общий | № в сезоне | Название                      | Режиссёр        | Автор сценария | Дата премьеры   | Зрители в Великобритании (млн) |
| --- | ---------- | ----------------------------- | --------------- | -------------- | --------------- | ------------------------------ |
| 6 | 1          | «Первая серия» «Episode 1»    | Дуглас Маккинон | Джед Меркурио  | 12 февраля 2014 | 2,74                           |
| На полицейский конвой, сопровождавший гражданское лицо, находящееся в программе защиты свидетелей, совершено нападение из засады. Свидетель госпитализирован, а все полицейские убиты — за исключением детектива-инспектора Линдси Дентон, которая организовала операцию и сообщила о ней только заместителю начальника полиции Майку Драйдену. Суперинтендант Тед Хастингс просит детектива-сержанта Стива Арнотта и детектива-констебля Кейт Флеминг расследовать дело Дентон, но Флеминг берёт самоотвод. Она объясняет, что училась вместе с детективом-сержантом Джейн Акерс, одной из погибших офицеров, и умалчивает, что у неё роман с мужем Акерс Ричардом. В деле её заменяет детектив-констебль Джорджия Тротман, амбициозный, но менее опытный офицер, которая обеспокоена тем, что команда рассматривает Дентон как подозреваемую и изучает её финансовые дела. Джорджия и Арнотт быстро сближаются и вступают в сексуальные отношения, в то время как Гастингс пытается сохранить видимость общения со своей бывшей женой Ройзин. Дентон, которую после произошедшего презирают сослуживцы, переводят в отдел по розыску пропавших людей, а Флеминг, снова работающая под прикрытием, становится её помощником. Флеминг видит, как Дентон из таксофона звонит в больницу, в которой проходит лечение раненый свидетель, а затем следует за Дентон в дом престарелых, где живет её мать. Тротман и Арнотт мчатся в больницу и сталкиваются в палате с переодетым в медсестру человеком, который оглушает Арнотта, выбрасывает Тротман из окна и убивает свидетеля. |            |                               |                 |                |                 |                                |
| 7 | 2          | «Вторая серия» «Episode 2»    | Дуглас Маккинон | Джед Меркурио  | 19 февраля 2014 | 3,21                           |
| Арнотт узнаёт, что медсестра из палаты свидетеля Клэр Тиндалл сама впустила в отделение убийцу (которого она знает как Джо), поскольку тот угрожал расправиться с её малолетним сыном. Дентон начинает свою работу по поиску пропавших людей с дела об исчезновении 15-летней Карли Кирк. В процессе совместной работы Флеминг пытается завоевать доверие Дентон, но Дентон чувствует неискренность, нападает на Флеминг и отнимает её телефон. Отдел AC-12 допрашивает Дентон, и она утверждает, что звонила в больницу, чтобы свидетель подтвердил её непричастность к засаде. Команда не верит ни единому слову Дентон, и Гастингс арестовывает её за участие в заговоре с целью убийства свидетеля под защитой. В этот момент Дентон обращает ситуацию в свою пользу и дает под запись показания о том, что Арнотт переспал с Клэр, у Гастингса значительные финансовые проблемы (на такие же проблемы у Дентон ранее ссылался Гастинг, называя её уязвимой для взяточничества), а мобильный телефон Флеминг имеет «любопытную» историю звонков (намекая на её роман с Ричардом Акерсом). Тем временем появляется информация о том, что заместитель начальника полиции Драйден взял на себя вину за превышение скорости, хотя на самом деле ПДД нарушила его жена на своей машине. В другой сюжетной линии Дентон ссорится со своим соседкой-алкоголичкой Лорной. Соседка включает громкую музыку поздно ночью и вымогает наличку в обмен на тишину. Однажды вечером Дентон срывается и ударяет Лорну бутылкой из-под вина, которую затем вытирает и выбрасывает. Когда соседка сообщает о нападении, Дентон категорически отрицает свою вину. Снова услышав музыку, Дентон обнаруживает, что дверь в квартиру соседки открыта, женщина спит, а на плите разогревается фритюрница. Поразмыслив, Дентон выключает плиту, забирает свои деньги и уходит. |            |                               |                 |                |                 |                                |
| 8 | 3          | «Третья серия» «Episode 3»    | Дуглас Маккинон | Джед Меркурио  | 26 февраля 2014 | 3,34                           |
| Дентон сажают в тюрьму, где её терроризируют как персонал, так и заключённые. Одна из охранниц ошпаривает ей руки кипятком и приказывает больше не общаться с полицией. Гастингс запрашивает у Драйдена записи о программе по защите свидетелей, что позволяет АС-12 выяснить личность погибшего свидетеля: это Томми Хантер, главарь банды, ранее арестованный старшим детективом-инспектором Тони Гейтсом. Флеминг навещает Дентон, которая знает о романе Флеминг с мужем Айкерс. Обвинения Дентон приводят к трениям между Гастингсом и Арноттом. Тем временем допущенное Драйденом превышение скорости продолжает интересовать прессу. Чтобы отвлечь внимание от себя, Драйден сливает журналисту информацию о том, что офицер Дентон находится под следствием по делу о засаде и подозревается в сговоре с целью убийства свидетеля. Арнотт завязывает отношения с детективом-сержантом Николой «Никки» Роджерсон из отдела особо тяжких преступлений, которая обещает передавать ему информацию. На месте, где Дентон украла телефон Флеминг и разоблачила её прикрытие, Флеминг обнаруживает тело, вероятно — пропавшей Карли Кирк. В ходе повторного допроса Флеминг узнаёт, что у Дентон был роман с женатым Драйденом, и что это он её подставил. Флеминг выясняет, что Драйден и Дентон ранее работали вместе, что придает этой истории достоверность. Финансовая экспертиза показывает, что Джейн Акерс незадолго до смерти получила крупную сумму наличными. Арнотт посещает Дентона в тюрьме и говорит: «Я тебе верю». |            |                               |                 |                |                 |                                |
| 9 | 4          | «Четвёртая серия» «Episode 4» | Дэниэл Неттхайм | Джед Меркурио  | 5 марта 2014    | 3,46                           |
| Арнотт и Флеминг убеждают Гастингса срочно вызвать Драйдена на допрос, но заместитель начальника полиции категорически не желает сотрудничать и игнорирует неприятные для него вопросы. Арнотт также предлагает отложить допрос Акерса на сутки, полагая, что тот ничего не знал о подкупе своей жены, и поэтому считает его менее приоритетным свидетелем по сравнению с Драйденом. Однако отдел по особо тяжким преступлениям играет на опережение, берёт Акерса под арест и проводит обыск у него дома, где обнаруживает чемодан с крупной суммой налички. В частной беседе Акерс признаётся Арнотту и Флеминг, что Джейн вела записи о своем последнем деле — свидетеле под защитой, так как хотела иметь козырь против преступников, с которыми она связалась. На одном видео, записанном Джейн, Хантер угрожает донести на коррумпированных полицейских, «от двуличного ублюдка до Кэдди», если они не обеспечат ему обещанный иммунитет и участие в программе по защите свидетелей. Выступление Драйдена на пресс-конференции, где он резко критикует предоставление иммунитета «мерзким преступникам», позволяет сотрудникам AC-12 предположить, что он и есть тот самый двуличный ублюдок. AC-12 начинает поиски полицейского с кличкой «Кэдди», и Коттан вызывается взять это дело под своей контроль. Дентон получает разрешение навестить умирающую мать в доме престарелых, но на обратном пути тюремный фургон Дентон таранит другой автомобиль. Дентон спасается с места аварии бегством, но сталкивается с двумя продажными полицейскими, детективом-сержантом Манишем Прасадом, и убийцей Тротман, детективом-констеблем Джереми Коулом. |            |                               |                 |                |                 |                                |
| 10 | 5          | «Пятая серия» «Episode 5»     | Дэниэл Неттхайм | Джед Меркурио  | 12 марта 2014   | 3,73                           |
| Прасад и Коул пытают Дентон в гараже, желая выяснить, что она рассказала следователям, и она сообщает, что Драйден её подставил. Прасад убивает Коула, сочтя его «помехой», а Дентон удается сбежать от похитителей. Бампером машины она прижимает Прасада к стене и заставляет его записать на телефон предсмертное признание в том, что он устроил засаду по приказу Драйдена, а затем звонит Арнотту. Дентон направляется в дом престарелых к постели матери, где Арнотт дает ей немного побыть в тишине, прежде чем её возвращают под стражу. Сотрудники AC-12 вынуждены решать, кому верить — Дентон или Драйдену. Улик против последнего становится все больше, а обнаружение фотографий, на которых Драйден и Кирк запечатлены в пикантной ситуации, становится последним гвоздём в крышку гроба, в результате чего Арнотт и Флеминг наконец арестовывают заместителя начальника полиции. Однако Драйден продолжает упорно утверждать, что его подставили. Тем временем Коттан обращается к констеблю Найджелу Мортону из своей старой команды. Мортон — тот самый офицер, который продал в газеты историю о превышении Драйденом скорости, и Коттан шантажирует его, заставляя сделать ложное заявление о том, что убитый Коул якобы получил от сослуживцев прозвище «Кэдди». |            |                               |                 |                |                 |                                |
| 11 | 6          | «Шестая серия» «Episode 6»    | Дэниэл Неттхайм | Джед Меркурио  | 19 марта 2014   | 4,12                           |
| Драйден утверждает, что Дентон была на парковке, когда его сфотографировали в машине с Карли Кирк. Арнотт сближается с Дентон и вместе с ней забирает из дома престарелых вещи её покойной матери. В отсутствие Дентон Арнотт проводит обыск в её доме и находит в сумке крупную сумму наличными. Во флешбэке показаны события, предшествующие засаде. Дентон следует за Драйденом на приём в мэрии, где видит флиртующую с ним Кирк. После разговора с Кирк в дамской комнате Дентон едет за Кирк и Драйденом на парковку у станции Эдж Парк, где становится свидетельницей того, как Кирк делает Драйдену минет, и видит, как Хантер избивает девушку после того, как Драйден выгоняет её из своей машины. Дентон использует компьютер коллеги, чтобы по автомобильному номеру выйти на «Алекса Кэмпбелла». Она находит Хантера и хочет задать ему вопросы, но их разговор прерывает детектив-сержант Акерс. Акерс приходит к Дентон домой и предлагает спасти жизнь Кирк, сдав Хантера его криминальным сообщникам, которые боятся, что он донесёт на них и поэтому желают его смерти. Апеллируя к желанию Дентон защитить Кирк, Акерс даёт ей крупную сумму денег и убеждает помочь в передаче свидетеля. Выясняется, что Акерс находится в сговоре с Коттаном и действует по его указке. Нападение на конвой из засады становится возможной благодаря устройству слежения на машине Дентон. Преступники убивают Аккерс и Хантер, чтобы сохранить в тайне причастность Коттана к засаде, а Дентон оставляют в живых, чтобы сделать из неё козла отпущения. Выясняется, что закопанный под полом гаража труп — это не Кирк, которая сбежала из Великобритании, а другая убитая проститутка, переодетая в форму официантки. Прасад, устроивший засаду и похитивший Дентон, дает показания против неё в обмен на смягчение приговора. Коттан и Мортон, в руки которого попал незарегистрированный телефон Коттана с компрометирующими звонками, договариваются не доносить друг на друг. Драйден уходит в отставку и получает условный срок за препятствование правосудию по делу о превышении скорости. Дентон осуждена за сговор с целью убийства свидетеля и приговорена к пожизненному заключению. Гастинг просит Коттана остаться в AC-12. Отдел по особо тяжким преступления продолжает расследовать заговор с целью убийства Хантера; все подозреваемые являются его бывшими сообщниками. |            |                               |                 |                |                 |                                |

### Сезон 3
| № общий | № в сезоне | Название                      | Режиссёр       | Автор сценария | Дата премьеры  | Зрители в Великобритании (млн) |
| --- | ---------- | ----------------------------- | -------------- | -------------- | -------------- | ------------------------------ |
| 12 | 1          | «Первая серия» «Episode 1»    | Майкл Кейллор  | Джед Меркурио  | 24 марта 2016  | 3,54                           |
| Сержант Дэнни Уолдрон и его команда вооружённых офицеров отправляются на задержание Ронана Мерфи, подозреваемого в сговоре с целью совершения бандитской казни. После того как Уолдрон блокирует автомобиль Мерфи на дороге, подозреваемый убегает в близлежащий жилой комплекс, где Уолдрон загоняет его в угол до прибытия напарников. Мерфи бросает оружие, но Уолдрон стреляет в него, создавая впечатление, будто Мерфи открыл огонь первым. Уолдрон приказывает своей команде постерелять в направлении убитого, чтобы избежать неприятностей. На допросе в AC-12 Уолдрон сохраняет хладнокровие, пока детектив-сержант Стив Арнотт не начинает расспрашивать его о личной жизни. Когда Арнотт сталкивается с ним на улице, Уолдрон признаётся, что ему не сойдет с рук то, что он сделал. Суперинтендант Тед Хастингс соглашается отправить детектива-констебля Кейт Флеминг под прикрытием в качестве нового члена отряда Уолдрона, чтобы попытаться выяснить правду. В команде Уолдрона царит напряженная обстановка, так как Улдрон при помощи шантажа заставил всех поддерживать свою версию произрошедшего. Флеминг вычисляет, что констебль Гариндерпал «Гари» Бейнс является слабым звеном, но Бейнс отказывается давать показания против Уолдрона. Юрисконсульт отдела AC-12 Джилл Биггелоу требует от Гастинга восстановить команду Уолдрона на службу и вернуть им оружие. Во время первого вызова им поручают провести рейд в доме наркоторговца. Уолдрон похищает из тумбочки огнестрельное оружие, а затем вовремя останавливает Флеминг, которая едва случайно не пристрелила ребёнка, оставленного в доме. Уолдрон требует, чтобы Флеминг перевели из его отряда. Уолдрон следит за домом Бейнса, а позже издали наблюдает за похоронами Ронана Мерфи. Он заявляется в дом к Лайнусу Мерфи, дяди Ронана, и, держа его под прицелом, рассказывает, что Ронан и Лайнус входили в группу, которая причинила ему вред в детстве. Уолдрон признаётся, что убил Ронана из мести, и начинает пытать Лайнуса. Вернувшись в свою квартиру, Уолдрон оставляет список имен в конверте, адресованном Арнотту. Когда команда Уолдрона совершает рейд на очередной наркопритон, он приказывает Флеминг оставаться внизу, пока остальные идут наверх. Флеминг слышит выстрел, бросается наверх и обнаруживает остальных членов отряда, стоящих вокруг Уолдрона, который ранен в шею и истекает кровью. |            |                               |                |                |                |                                |
| 13 | 2          | «Вторая серия» «Episode 2»    | Майкл Кейллор  | Джед Меркурио  | 31 марта 2016  | 6,02                           |
| Флеминг пытается оказать первую помощь раненому Уолдрону, который умирает в машине скорой помощи. Остальные члены группы, констебль Род Кеннеди, констебль Хари Байнс и констебль Джеки Брикфорд, во время допроса в AC-12 утверждают, что Уолдрон застрелился, несмотря на их попытки помешать самоубийце. Гастингс хочет арестовать их, но Биггелоу убеждает не делать этого. Полиция обыскивает квартиру Уолдрона и находит собаку Лайнуса Мерфи (которую Уолдрон взял с собой после убийства, чтобы помочь полиции найти тело Мерфи). Коттан обнаруживает коробку с украденным огнестрельным оружием, фотографию юного Уолдрона и других мальчиков вместе с Ронаном и Лайнусом Мерфи, а также адресованный Арнотту конверт со списком имен и фамилий. Коттан сжигает список. Арнотт соглашается взять на себя расследование дела Уолдрона, а Коттан намерен сосредоточится на его коллегах. В доме Лайнуса Мерфи Арнотт обнаруживает его обезглавленный труп со следами пыток, а затем находит голову в складском помещении, арендованном Уолдроном. Флеминг оказывает дальнейшее давление на подчиненных Улдрона, намекая, что это они убили Уолдрона, и обещая рассказать АС-12 о вызову по рации, который Бейнс сделал Уолдрону за мгновение до его смерти и который не был включен в отчеты. Тем временем бывший инспектор Линдси Дентон подаёт апелляцию на приговор по делу о сговоре с целью убийства Хантера, и Арнотта вызывают в качестве свидетеля. Он отрицает, что вступал в сексуальную связь с Дентон, но даже само предположение подвергает испытанию его отношения с подругой, детективом-сержантом Сэм Рейлстоун. Кеннеди, испугавшись давления со стороны Флеминг, назначает Бейнсу встречу на заброшенном складе и обвиняет Бейнса в том, что из-за вранья их карьера вот-вот рухнет. Дентон заявляет в суде, что у нее был секс с Арноттом. На следующее утро труп Кеннеди находят повешенным на складе, где он встречался с Бейнсом. Узнав о произошедшем, Брикфорд и Байнс приходят в AC-12, чтобы изменить свои показания. Теперь они утверждают, что Кеннеди застрелил Уолдрона, а Брикфорд признается, что у неё был тайный роман с Кеннеди, но пару месяцев назад они расстались после того, как она переспала с Уолдроном. Бэйнс получает посылку с одноразовым телефоном; неизвестный звонит ему и поздравляет с успешным обманом AC-12. |            |                               |                |                |                |                                |
| 14 | 3          | «Третья серия» «Episode 3»    | Майкл Кейллор  | Джед Меркурио  | 7 апреля 2016  | 5,73                           |
| Гастингс уполномочивает Флеминг начать слежку за Бейнсом. Она наблюдает за его встречей с Брикфорд; когда Арнотт приходит допросить начальника Бейнса — инспектора Макэндрю, Бейнс паникует и звонит своему контакту из таксофона. Флеминг просит Коттана организовать повторное вскрытие тела Кеннеди, но Коттан намеренно игнорирует просьбу. Благодаря совместной фотографии Уолдрона и Ронана Мерфи у детского приюта «Сэндс Вью» Арнотту удаётся выйти на Джозефа Нэша, другого мальчика на этом снимке. Нэш объясняет, что Лайнус Мёрфи был сторожем в «Сэндс Вью» и вместе со своим племянником Ронаном Мёрфи организовал сексуальную эксплуатацию приютских мальчиков, приводя посетителей в «Сэндс Вью» и отправляя детей на частные вечеринки. В числе насильников он опознает тогдашнего советника Дейла Роуча, но Роуч не может предстать перед судом из-за перенесенного инсульта. Брикфорд приходит домой к Флеминг, чтобы разузнать, о чем её допрашивали в АС-12. Флеминг рассказывает, что Бейнс звонил из телефонной будки на незарегистрированные номера, и, вероятно, состоится в заговоре с Брикфорд. Брикфорд встречается с Бейнсом, который не может объяснить эти звонки. Брикфорд приходит в AC-12 и признается Арнотту и Гастингсу, что Бейнс спровоцировал борьбу за оружие, когда Уолдрон стал целиться в него, и застрелил Уолдрона. Гастингс увольняет Брикфорд со службы и предупреждает, что ей будут предъявлены обвинения. Тем временем Арнотт получает результаты второго вскрытия тела Кеннеди, которое показывает, что он был задушен. AC-12 вместе с вооруженным подразделением собирается арестовать Бейнса, но его контакт, Коттан, предупреждает его, и он сбегает. Бен отправляется на склад, где был повешен Кеннеди, и находит Коттана. Когда группа захвата приближается, Коттан надевает наручники и наносит себе увечья, чтобы инсценировать драку. Бейнса арестовывают, а полиция находит петлю, что подтверждает версию Коттана о том, что Бейнс пытался его повесить. По окончании суда над Дентон присяжные признают её виновной в препятствованию правосудию, но невиновной в сговоре с целью убийства. Её освобождают с учетом срока, проведённого за решёткой. У здания суда она прощает Арнотта. Коттан принимает поздравления от коллег. Незарегистрированные предоплаченные телефоны, найденные в гараже Бейнса, заставляют предположить, что он действовал по приказу. Коттан смотрит по телевизору новости об освобождении Дентон, и несколько мобильных телефонов на его столе начинают одновременно звонить. |            |                               |                |                |                |                                |
| 15 | 4          | «Четвёртая серия» «Episode 4» | Джон Стрикленд | Джед Меркурио  | 14 апреля 2016 | 5,55                           |
| Дентон доставляют в AC-12, где она требует официальных извинений. Она сообщает, что у неё есть компрометирующая Арнотта аудиозапись, которую она использует против него как доказательство лжесвидетельства, если они не выполнят её просьбы. Дентон вынуждена работать уборщицей в супермаркете, а позже снимает на телефон, как её инспектор по условно-досрочному освобождению пытается принудить её к сексу. Арнотт, утративший авторитет в отделе, встречается с Дентон и просит помочь найти связь между «Сэндс Вью» и Хантером. Бейнс признается в убийстве Уолдрона, совершённом по приказу неизвестного лица, но настаивает на том, что не убивал Кеннеди. Отдел убийств начинает повторное расследование смерти бывшего социального работника «Сэндс Вью» Оливера Стивенса Ллойда, ранее признанной самоубийством. Становится известно, что он собирался сообщить в полицию о жестоком обращении с детьми и, возможно, был убит для предотвращения возбуждения дела. Арнотт и Флеминг допрашивают бывшего старшего суперинтенданта из полиции нравов Патрика Фэрбэнка, который утверждает, что не помнит никаких подробностей истории с Ллойдом. Арнотт замечает, что Фэрбэнк и Гастингс обмениваются масонским рукопожатием. Коттан встречается с бывшим коллегой, детективом-констеблем Найджелом Мортоном, и угрожает оставить его без пенсии, если тот не отдаст последнее известное доказательство против Коттана — мобильный телефон и SIM-карту с историей звонков, сделанных Хантеру. Мортон приходит на допрос в АС-12 и выражает сомнение в том, что покойный Коул носил прозвище «Кэдди». Благодаря этому Коттан создает криминальный профиль «Кэдди» и намеренно подгоняет его под Арнотта. Мортон отдает телефон и SIM-карту Коттану, который уничтожает их, но выясняется, что это был дубликат, и Мортон всё ещё хранит компрометирующие улики в своей машине. |            |                               |                |                |                |                                |
| 16 | 5          | «Пятая серия» «Episode 5»     | Джон Стрикленд | Джед Меркурио  | 21 апреля 2016 | 5,72                           |
| Коттана награждают премией за его мнимую храбрость при аресте продажного полицейского Бейнса. Он оказывает давление на констебля Манит Биндру, чтобы та скрыла от Арнотта результаты экспертизы конверта, найденного в квартире Уолдрона, а затем заявляет Флеминг, что Арнотт подбросил Дентон улики. Коттан также сообщает Биггелоу и Флеминг, что Арнотт разгуливает по офису с огнестрельным оружием в кармане. Флеминг находит в личном деле Фэрбанка жалобу от Венди Райдер — матери подростка, который жил в «Сэндс Вью» и которого растлевал советник Дейл Роуч. Во время встречи выясняется, что после подачи жалобы домой к Райдер пришёл офицер, который заявил,что суперинтендант всё уладил, и насильник отправился в тюрьму. Однако затем Райдер увидела снимок Роуча в газете и поняла, что преступника не осудили. Арнотт хочет допросить Фэрбанка, но Гастингс отстраняет Арнотта от работы до дисциплинарных слушаний. В ответ Арнотт обвинят Гастингса в том, что он дал им поддельное дело Ронана Мерфи, в котором не упоминалось о том, что он являлся сообщником и главным подозреваемым по делу об убийство Томми Хантера и что он был замешан в сексуальной эксплуатации детей. Фэрбэнк приходит на допрос и Гастинг обвиняет его в сокрытии дел, касающихся насилия на детьми и причастности к этому советника Дейла Роуча. Фэрбанк притворяется, что никого не узнаёт, когда ему показывают изображения предполагаемых педофилов. Гастингс обвиняет Биггелоу в том, что она подсунула ему дело Мерфи с вырезанной важной информаций. В полицейском участке Нэшу показывают фотографию Фэрбэнка, и его реакция свидетельствует о том, что Фэрбэнк был одним из насильников. Арнотт и Дентон приходят к выводу, что Уолдрон мог спрятать ещё одну копию своего списка насильников. Дентон догадывается, что список хранится в цифровом виде, поэтому она пускает Арнотта по ложному следу, отправляя его на кладбище. Сама же Дентон, украв записную книжку Арнотта, идет в интернет-кафе и получает доступ к электронной почте Уолдрона. Она находит фотографию списка в его папке «Черновики» и копирует её в свой почтовый ящик. Коттан заманивает Дентон к себе в машину с поддельными номерными знаками Арнотта и отвозит её в промзону, где под дулом пистолета предлагает 100 тысяч за список педофилов. Дентон, оставаясь верной кодексу офицера полиции, отказывается и демонстративно отправляет список Гастингсу по электронной почте; Коттан убивает её выстрелом в упор. |            |                               |                |                |                |                                |
| 17 | 6          | «Шестая серия» «Episode 6»    | Джон Стрикленд | Джед Меркурио  | 28 апреля 2016 | 5,93                           |
| Фэрбэнка допрашивают после получения новой информации от Нэша, а в это время на телефон Гастингса от Дентон приходит список, в котором Фэрбэнк фигурирует среди других насильников. Гастингс арестовывает Фэрбанка. Тем временем Арнотт просыпается и обнаруживает, что его блокнот пропал, а служебная машина угнана. Арнотт заявляет в полицию о пропаже автомобиля, а Гастингс тем временем приезжает по вызову в промзону, где в машине Арнотта обнаружен труп Дентон. Арнотта арестовывают по подозрению в её убийстве. В спортивной сумке Арнотта, найденной в багажнике его машины, обнаружены улики, идентифицирующие его как «Кэдди»: деньги для взятки Дентон и одноразовый мобильный телефон, который использовался для звонков Бейнсу. Арнотт видит поддельные записи в журнале выдачи огнестрельного оружия, согласно которым он якобы не вернул пистолет в арсенал. Он понимает, что кто-то в отделе подставил его, но не имеет возможности доказать свою невинвовность. Коттан признаётся, что скрыл улику, которая находилась в конверте, оставленном Уолдроном. С разрешения суперинтенданта AC-3 Флеминг проводит расследование в отношении сотрудников AC-12. Она выявляет несостыковки во время допроса Коттаном Арнотта. После разговора с сержантом Николой Роджерсон она выясняет, что именно Коттан передал в AC-12 фальсифированное досье Ронана Мерфи. Гастингс встречается с Биггелоу, которая подтверждает, что получила досье от Коттана. Позже Биндра рассказывает Флеминг, что Коттан приказал ей не сообщать Арнотту о результатах экспертизы конверта, найденного в квартире Уолдрона. Флеминг обнаруживает записи дорожных камер видеонаблюдения, которые подтверждают, что автомобиль Арнотта незадолго до убийства перемещался я с фальшивыми номерами. Коттан отрицает свою причастность к подделке досье и утверждает, что это дело рук Арнотта, который состоит в отношениях с Роджерсон. Гастингс давит на Коттана по поводу сокрытия улики — стойки для мяча для игры в гольф, на которой не оказалось следов крови, найденных и в конверте, и на списке. Коттан утверждает, что убрал стойку только для того, чтобы Арнотт не узнал, что он ведет расследование в отношении него. Флеминг предъявляет новые улики: найденные в багажнике машины Коттана волокна от веревки, которая была обнаружена на месте убийства Кеннеди. Коттан упорно отрицает свою причастность к убийству Кеннеди. Гастингс обнародует ранее полученные показаниях Мортона, который рассказал, как Коттан вынудил его дезориентировать полицию, заставив приписать кличку «Кэдди» умершему полицейскому, а также использовал секретный мобильный телефон, на которым ему звонил Хантер незадолго за его смерти. Флеминг спрашивает Коттана, о какой зацепке на Арнотта, связывающей его со взяткой Дентон, он упомянул во время своего ночного звонка Флеминг. Гастингс указывает, что таковой зацепкой не могли быть деньги в спортивной сумке Арнотта, поскольку криминалисты обыскали машину только на следующий день после убийства Дентон. На вопрос о местонахождении во время убийства Дентон Коттан заявляет, что он был дома, но Флеминг намекает, что она тем утром ходила в его квартиру. Коттан отправляет сообщение: «Требуется срочный выход» трем адресатам: «Перемещение», «Разговор» и «Поездка». Вооруженный офицер, охраняющий комнату для допросов, убивает своего коллегу, и убегает вместе с Коттаном, передав Коттану свой пистолет. Флеминг забирает оружие застреленного охранника и во время погони убивает вооруженного офицера. Она догоняет Коттана, который догадывается, что Флеминг не хотела с ним спать, так как всё это время следила за ним. Коттана забирает машина, но после погони Флеминг удаётся ранить водителя и остановить машину. Водитель собирается застрелить Флеминг, но Коттан заслоняет её своим телом. Коттан записывает предсмертное заявление, благодаря которому Фэрбэнк получает десять лет тюрьмы. В эпилоге Арнотта оправдывают, и он возвращается в AC-12 к Гастингс и Флеминг; Флеминг награждают за поимку «Кэдди» и повышают в звании до детектива-сержанта; Дентон получает посмертное признание за значительный вклад в следствие по делу о приюте для мальчиков «Сэндс Вью», на её похороны никто приходит; Мортон уходит на полную пенсию и продолжает получать пособие по инвалидности. |            |                               |                |                |                |                                |